# Haute performance énergétique
Pour les articles homonymes, voir HPE.
 (décembre 2013).
La haute performance énergétique (HPE) est un ensemble de labels officiels français qui rend compte des performances énergétiques, sanitaires et environnementales d'un bâtiment au niveau de sa conception et de son entretien.
Elle comporte plusieurs degrés (avec cinq étoiles) et donne droit à un financement bonifié, à des primes ou à des avantages fiscaux.
Les labels HPE et BBC ne sont pas des marques déposées mais des labels publics. Ils sont décernés aux bâtiments certifiés sur la sécurité, la durabilité et les conditions d'exploitation des installations de chauffage, de production d'eau chaude sanitaire, de climatisation et d'éclairage ou encore sur la qualité globale du bâtiment.
Ils sont attribués sur demande du maître de l'ouvrage (celui qui commande la réalisation de la construction), par un organisme ayant passé une convention avec l'État. À compter du 1er octobre 2010, ce même organisme devra être accrédité par le Comité français d'accréditation (Cofrac) selon la norme EN 45011.

## Définition
La « Haute performance énergétique » est un ensemble de normes et de prescriptions réglementaires qui s'est progressivement établi à partir de 1978 entre divers acteurs du bâtiment, de l'environnement, les entreprises de l'énergie comme EDF ou Engie, des maîtres d'ouvrages et des organismes publics de certification (PUCA, Agence de l'environnement et de la maîtrise de l'énergie, Centre scientifique et technique du bâtiment - CSTB, la Fédération française du bâtiment. C'est une démarche qualitative qui intègre toutes les activités liées à la conception, la construction, le fonctionnement et l'entretien d'un bâtiment (logement, bâtiment public, tertiaire ou industriel).
La performance énergétique est définie en fonction du « coût global » comprenant le bilan énergétique, les cycles d'entretien et de renouvellement.

## Critiques
Le label HPE ne prend pas en compte les coûts énergétiques de fabrication des matériaux et équipements, de construction, d'entretien du bâtiment et de recyclage.

## Évolution des normes

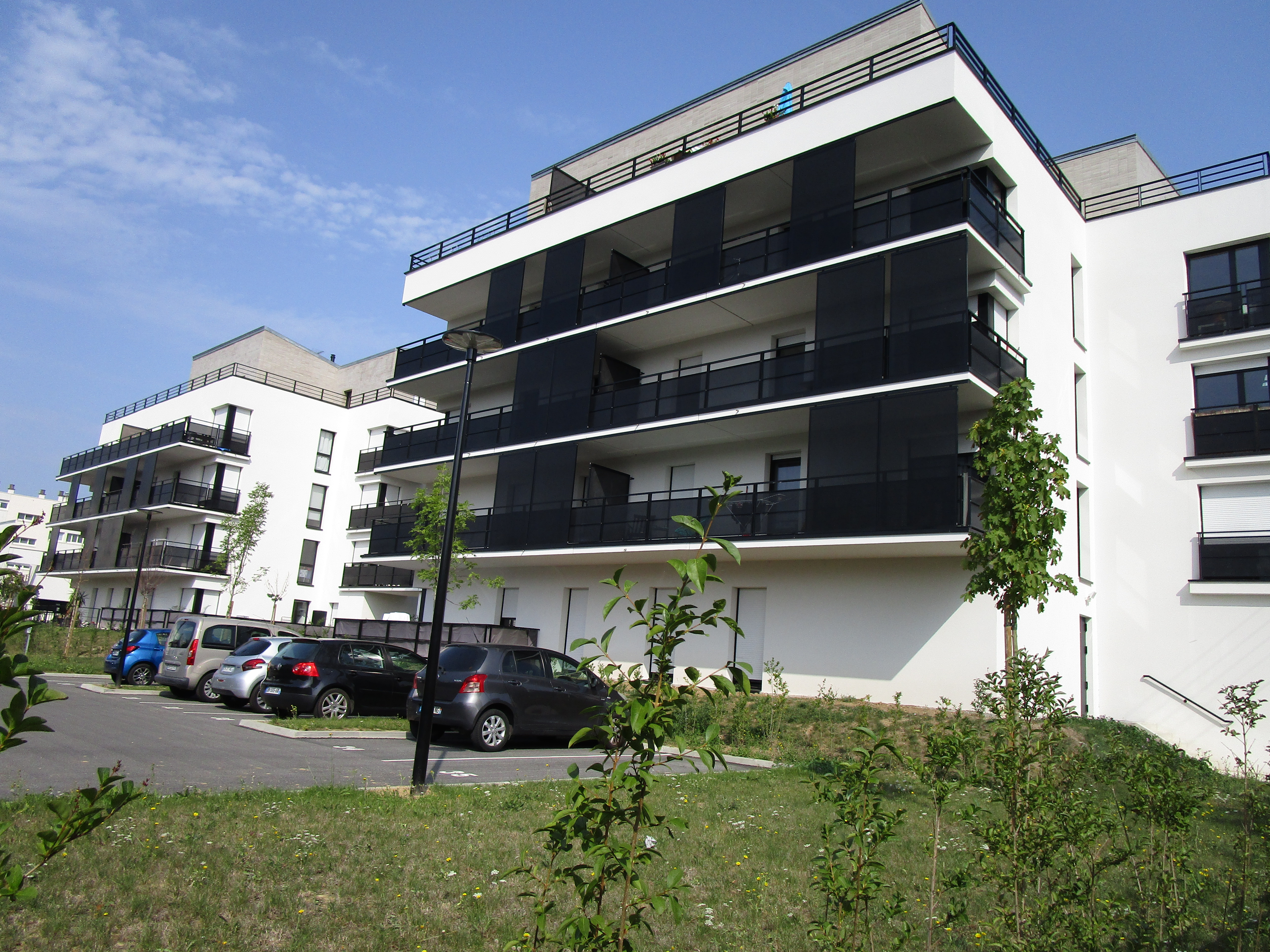
Immeubles reconnus « très haute performance énergétique » dans le quartier Giraudeau de Tours.

Près d'un an après la publication de l'arrêté relatif la réglementation thermique 2005 qui définit une exigence minimale de performance énergétique des bâtiments neufs, l'arrêté du 3 mai 2007 définissant les conditions d'attribution du label permettant d'identifier les constructions à performances supérieures, a été publié au JO le 15 mai 2007. Il pose cinq niveaux d'exigences.
Le label Haute performance énergétique (HPE 2005) peut être attribué aux bâtiments qui présentent une consommation conventionnelle d'énergie au moins inférieure de 10 % à la consommation de référence définie par la RT 2005. Rappelons que celle-ci fait désormais état de référence et constitue donc la performance minimale à respecter pour toutes les nouvelles constructions.
Le label Haute performance énergétique - Environnement (HPE EnR 2005) peut être décerné aux bâtiments qui respectent ces exigences et dont au moins 50 % de l'énergie employée pour le chauffage est issue d'une installation biomasse ou alimenté par un réseau de chaleur utilisant plus de 60 % d'énergies renouvelables.
Les labels Haute performance énergétique - Rénovation (HPE 2009) et Basse consommation - Rénovation (BBC Rénovation 2009) attestent la conformité des travaux de rénovation à un cahier des charges qui intègre « les exigences de la réglementation thermique des bâtiments existants prévue dans le code de la Construction et de l'Habitation, le respect d'un niveau minimal de performance énergétique globale et de confort d'été et les modalités de contrôle », précise le décret du 29 septembre 2009.
Le label Très haute performance énergétique (THPE) définit quant à lui une consommation conventionnelle d'énergie au moins inférieure de 20 % à la consommation de référence définie par la RT 2005.
Le label Très haute performance énergétique - Environnement (THPE EnR 2005) peut être attribué aux bâtiments permettant un gain de 30 % par rapport à la RT2005. Ces bâtiments doivent également utiliser les énergies renouvelables comme la biomasse, les pompes à chaleur, le solaire thermique ou photovoltaïque. L'arrêté détaille avec précision les exigences en la matière.
Le label Bâtiment de basse consommation (BBC 2005) peut être attribué aux bâtiments de logements neufs consommant au maximum 50 kWh/m2/an à ajuster d'un facteur 0,8 à 1,3 selon l'altitude et la zone climatique, ainsi qu'aux bâtiments tertiaires présentant une consommation inférieure à 50 % de la consommation conventionnelle de référence de la RT 2005.